# 大原孝治
大原 孝治（おおはら こうじ、1963年8月23日 - ）は、日本の実業家。株式会社オーベロンホールディングス創業会長、株式会社オーベロンマーケティング創業会長。
パン・パシフィック・インターナショナルホールディングス（PPIH）代表取締役社長、ドン・キホーテ代表取締役社長など、PPIHグループの代表を歴任。

## 略歴
東京都出身。
- 1993年 - ドン・キホーテへ入社。第一号店となる府中店のコーナー担当者を経て、木更津店・幕張店・市原店の立ち上げの店長を務める。
- 1995年 - 取締役第二営業本部長。
- 2005年 - リアリット社長。
- 2009年 - 日本商業施設社長。
- 2012年 - ドン・キホーテシェアードサービス社長。
- 2013年 - ドン・キホーテ社長、ドンキホーテホールディングス（ドンキHD、現パン・パシフィック・インターナショナルホールディングス）副社長。
- 2014年 - ドンキHD社長[1][2]。
- 2017年 - ドイト（現スカイグリーン）社長。
- 2019年 - ユニー会長。
  - 第43回経済界大賞優秀経営者賞を受賞[3]。
  - 9月25日 - 社長を退任。創業会長特任顧問に就任予定で、米事業会社のパン・パシフィック・リテール・マネージメント社長として、米国事業に専念することとなるとされた[4] が、この日をもってPPIHグループの全ての役職を辞任し、グループから離れている[5][6]。
- 2020年12月3日 - ドンキHDに対する2018年の株式公開買い付けを巡り、東京地検特捜部により金融商品取引法違反（取引推奨）の疑いで逮捕[7][8]。
- 2021年4月27日 - 上記事件について、東京地方裁判所は懲役2年・執行猶予4年の判決を言い渡した[9]。

## 人物
- 日本中央競馬会（JRA）に登録していた馬主でもあり、「ドンドンキードン」という牝馬を所有していた。勝負服の柄は黄、黒菱山形、袖赤一本輪、冠名はドンドンキードンの馬名由来によれば「キー」[10]だが、この馬以外に所有馬はいない。